# Andrea Costa Imola Basket 2009-2010
L'Andrea Costa Imola Basket 2009-2010, sponsorizzata Aget, prende parte al campionato professionistico italiano di Legadue.

Disputa le proprie partite interne a Faenza, presso il PalaCattani.

## Roster
| Giocatori |
| --------- |

|    | Naz.                                       | Ruolo | Sportivo            | Anno | Alt. | Peso |  |
| -- | ------------------------------------------ | ----- | ------------------- | ---- | ---- | ---- |  |
| 4  | Italia (bandiera)                          | P     | Cristiano Fazzi     | 1972 | 184  | 74   |  |
| 5  | Italia (bandiera)                          | P     | Federico Bolzonella | 1974 | 182  | 72   |  |
| 7  | Italia (bandiera)                          | AC    | Francesco Amoni     | 1984 | 201  | 107  |  |
| 9  | Regno Unito (bandiera)                     | C     | Peter Ezugwu        | 1976 | 202  | 111  |  |
| 10 | Italia (bandiera)                          | PG    | Filippo Masoni      | 1982 | 190  | 88   |  |
| 11 | Italia (bandiera)                          | A     | Riccardo Casagrande | 1988 | 196  | 83   |  |
| 14 | Italia (bandiera)                          | A     | Davide Bruttini     | 1987 | 201  | 100  |  |
| 15 | Stati Uniti (bandiera)                     | G     | Trent Whiting       | 1976 | 185  | 85   |  |
| 21 | Stati Uniti (bandiera) · Italia (bandiera) | AC    | Ryan Amoroso        | 1985 | 202  | 93   |  |
| 30 | Stati Uniti (bandiera)                     | A     | Robert Vaden        | 1985 | 196  | 99   |  |

| Staff tecnico             |
| ------------------------- |
| Allenatore: Maurizio Lasi |
| Assistente: Federico Fucà |

| Giocatori acquisiti a stagione in corso |
| --------------------------------------- |

|   | Naz.                                     | Ruolo | Sportivo                       | Anno | Alt. | Peso |  |
| - | ---------------------------------------- | ----- | ------------------------------ | ---- | ---- | ---- |  |
| 8 | Argentina (bandiera) · Italia (bandiera) | G     | Patricio Prato dal 20 novembre | 1979 | 193  | 85   |  |

Legaduebasket: Dettaglio statistico

## La stagione
Retrocessa sul campo, Imola è ripescata in virtù della bocciatura di Livorno, che non riesce a risollevare una situazione finanziaria compromessa. La certezza della permanenza in Legadue arriva ai primi di agosto, ma Imola comincia già in luglio a formare la squadra.

I primi due arrivi sono l'allenatore Maurizio Lasi e il fortissimo americano Trent Whiting. Seguono due ritorni: Cristiano Fazzi e Peter Ezugwu. Sono confermati Bruttini e Casagrande. Arrivano poi Vaden (USA), Masoni, Bolzonella, Amoni e Amoroso. Si allena con Imola anche l'esperto argentino Patricio Prato.

L'inizio del campionato è altalenante. Alla quarta giornata (25 ottobre) arriva il derby con Rimini: l'Andrea Costa è sconfitta 82-88. Ma il riscatto arriva subito con la vittoria esterna a Casale Monferrato. Partita tiratissima che si risolve al supplementare. Sarà il primo di tanti successi ottenuti all'overtime. Nella vittoriosa partita contro Vigevano si infortunano Amoroso e Bolzonella. Per il play varesino si tratta della rottura del crociato. Finisce qui la sua stagione a Imola, che corre ai ripari ingaggiando Prato per tutta la stagione.

La sfortuna si accanisce contro la squadra: il 22 novembre (vittoria contro Jesi 95-93) Casagrande subisce lo stesso grave infortunio di Bolzonella. Nonostante ciò il morale resta alto: i bianco-rossi infilano altre due vittorie consecutive. La marcia dell'Andrea Costa procede regolare e alla fine del girone di andata la squadra si trova ben piazzata in classifica con 16 punti.
Purtroppo all'inizio di gennaio Patricio Prato accetta l'offerta della Virtus Bologna e approda in Serie A. Al suo posto arriva Matteo Maestrello.

Nel girone di ritorno Imola batte in casa Udine e Pistoia, ma perde le due partite lontano dalle mura di casa (compreso il derby a Rimini, che finisce 95-80). La squadra non riesce a fare nessun colpo fuoricasa; un po' di scoramento arriva anche dalla partenza di Amoroso, che ritorna negli Stati Uniti.

A Imola scarseggiano i lunghi, ma è un esterno che permette all'Andrea Costa di riprendere la sua marcia: con l'apporto della guardia italo-albanese Franko Bushati arriva la vittoria del riscatto con Veroli, una delle favorite per la promozione.

Imola comunque ha una panchina troppo corta: ci sono ancora limiti per quanto riguarda i sostituti del quintetto base: Fazzi lotta con gli acciacchi, una fascite plantare blocca Bruttini. L'Andrea Costa fatica e attraversa un periodo negativo: dal 14 marzo al 1º aprile infila 1 sola vittoria e 3 sconfitte. Nonostante tutti i problemi Imola è vicinissima alla salvezza anticipata e può anche lottare per i play-off. L'11 e il 18 aprile (12ª e 13ª giornata) i bianco-rossi hanno a disposizione due partite in casa per poter decidere il proprio destino. La prima è una brutta sconfitta con Pavia, che viene subito riscattata con la vittoria contro la capolista Reggio Emilia. Alla penultima giornata Imola, sicura ormai della salvezza, butta via le possibilità di qualificarsi per i play-off perdendo malamente con Venezia.

L'Andrea Costa chiude la stagione davanti ai propri tifosi con una vittoria sul Casalpusterlengo.